# 乌纳阿哈
乌纳阿哈（Unaaha）是印度尼西亚东南苏拉威西省的一个城镇，是科纳韦县的县治所在，位于苏拉威西岛东南半岛中南部，在肯达里之西北。2010年统计，乌纳阿哈所在的乌纳阿哈区（Kecamatan Unaaha）共有22,694人。

## 资料来源
1. ↑  Biro Pusat Statistik, Jakarta, 2011.